# Maladie de Tyzzer
 Mise en garde médicale
La maladie de Tyzzer est une maladie infectieuse bactérienne due au bacille Clostridium piliforme (historiquement appelée Bacillus pisiformis). Initialement identifiée chez des souris de laboratoire, la maladie a été décrite par la suite chez de nombreuses autres espèces animales, dont l'homme en cas d'immunodépression.
La contamination se ferait par l'ingestion de spores disséminées par des animaux porteurs sains, notamment des rongeurs.
L’infection peut passer inaperçue ou entrainer des signes tels que anorexie, fatigue, fièvre, diarrhée aqueuse souvent hémorragique, ictère, congestion des muqueuses et état comateux. Souvent les animaux meurent sans que l'on ai pu poser de diagnostic. Le traitement repose sur des antibiotiques. 